# Phaeno Science Center
Het Phæno Science Center is een interactief wetenschapscentrum in Wolfsburg (Duitsland). Het werd in 2005 voltooid.

## Geschiedenis
Phæno is ontstaan uit een stedenbouwkundig plan van de stad Wolfsburg. In 1998 ontwikkelden stadsfunctionarissen een stuk braakliggend terrein direct grenzend aan het treinstation van Wolfsburg en net ten zuiden van de enorme, toen nog onvoltooide attractie Autostadt van Volkswagen. Er werd op deze plek een kunstmuseum gepland, maar Dr. Wolfgang Guthardt, destijds directeur Cultuur, Sport en Onderwijs van de stad, wist dat een dergelijke instelling zou concurreren met het succesvolle Kunstmuseum Wolfsburg en dat er andere opties nodig waren. Guthardt bezocht Technorama, een wetenschapscentrum in Zwitserland en raakte ervan overtuigd dat een wetenschapscentrum in Wolfsburg zowel Autostadt als het Kunstmuseum zou aanvullen.
De voorlopige planning begon in november 1998 en een jaar later werd Joe Ansel, een Amerikaanse consultant en ontwerper, benaderd om de tentoonstellingen en andere operationele aspecten van het project te verzorgen. In januari 2000 werd een architectuurwedstrijd uitgeschreven en werd gewonnen door de vooraanstaande architect Zaha Hadid, samen met constructeur Adams Kara Taylor.
Ongeveer vijf jaar later, op 24 november 2005, werd Phæno geopend voor het publiek met meer dan 250 interactieve tentoonstellingen van Ansel Associates, Inc., allemaal ondergebracht in een verbluffende betonnen structuur, ontworpen door Zaha Hadid, haar Duitse collega, Mayer Bährle Architects en Adams Kara Taylor. Het architectonische ontwerp is beschreven als een 'hypnotiserend staaltje architectuur - het soort gebouw dat onze visie op de toekomst volledig verandert.' Het ontwerp won in 2006 een RIBA European Award en in 2006 de Institution of Structural Engineers Award voor "Arts, Leisure and Entertainment Structures".
Phæno kent sinds de officiële opening een hoge opkomst en brede publieke acceptatie.

## Gebouw
Het gebouw staat op betonnen palen, waardoor bezoekers van Autostadt er doorheen kunnen lopen zonder dat ze de werking van het gebouw verstoren. Phæno is met Autostadt verbonden door een metalen brug, die aan beide kanten bereikbaar is via roltrappen en trappen. De onderkant van Phæno en de "stelten" zijn verlicht.
Het themanummer van het Science Center, "Phaenomenal", werd geschreven en uitgevoerd door de Amerikaanse zangeres/liedjesschrijfster Amanda Somerville voor de opening.
The Financialist nam het Phæno op in een lijst van de zeven wonderen van de moderne wereld (objecten die sinds 2000 zijn gebouwd).

## In populaire media
- Het Phaeno verscheen in de film The International (2009) als hoofdkantoor van een Italiaans wapenbedrijf - digitaal ingevoegd voor een klif aan het Iseomeer.
- Het Phaeno verscheen ook in de Duitse rampenfilm Heroes (2013) als een grote hadronenversneller.
- Het Phaeno verscheen in de Belgisch-Nederlandse dystopische televisieserie Arcadia (2023).